# Eoendothyra
Eoendothyra es un género de foraminífero bentónico de la subfamilia Endostaffellinae, de la familia Endothyridae, de la superfamilia Endothyroidea, del suborden Fusulinina y del orden Fusulinida. Su especie tipo es Endothyra communis. Su rango cronoestratigráfico abarca desde el Fameniense (Devónico superior) hasta el Viseense (Carbonífero inferior).

## Discusión
Clasificaciones más recientes incluyen Eoendothyra en el suborden Endothyrina, del orden Endothyrida, de la subclase Fusulinana de la clase Fusulinata.

## Clasificación
Eoendothyra incluye a las siguientes especies:
- Eoendothyra communis †
  - Eoendothyra communis eoinflata †
  - Eoendothyra communis evoluta †
  - Eoendothyra communis infida †
  - Eoendothyra communis oldae †
  - Eoendothyra communis omoloneusis †
  - Eoendothyra communis praeturbida †
  - Eoendothyra communis venusta †
- Eoendothyra regularis †
  - Eoendothyra regularis densa †
  - Eoendothyra regularis elata †
  - Eoendothyra regularis eoregularis †
- Eoendothyra sultanaevi †